# Złotniki (Poddębice)
Pour les articles homonymes, voir Złotniki.
Złotniki (prononciation [zwɔtˈniki]) (Sous l'occupation allemande 1943-45: Güldenstein) est un village de la gmina de Dalików , du powiat de Poddębice, dans la voïvodie de Łódź, situé dans le centre de la Pologne.
Il se situe à environ 3 kilomètres (km) à l'ouest de Dalików (siège de la gmina) , 8 kilomètres au sud-est de Poddębice (siège du powiat) et 30 kilomètres à l'ouest de Łódź (capitale de la voïvodie).

## Administration
De 1975 à 1998, le village était attaché administrativement à l'ancienne voïvodie de Sieradz.

Depuis 1999, il fait partie de la nouvelle voïvodie de Łódź.